# Sachika Misawa
Sachika Misawa (三澤 紗千香?, Misawa Sachika; Prefettura di Yamanashi, 13 gennaio 1993) è una doppiatrice giapponese di anime e videogiochi, nonché cantante di alcuni brani di anime.

## Doppiaggio

### Anime
- Shangri-La (2009) – Yuri Gamagori
- Yumeiro Pâtissière (2009) – Cafe
- Yumeiro Pâtissière SP: Professional (2010) – Cafe
- Accel World (2012) – Kuroyukihime
- Campione! (2012) – Arianna
- Saki Achiga-hen episode of side-A (2012) – Hiroko Funakubo
- Fantasista Doll (2013) – Kagami Totori
- A Certain Magical Index: The Movie －The Miracle of Endymion (2013) – Arisa Meigo
- Kitakubu Katsudō Kiroku (2013) – Reina Takamodo
- Akuma no riddle (2014) – Chitaru Namatame
- Aldnoah.Zero (2014) – Rayet Areash
- Bakumatsu Rock (2014) – Ikumatsu
- Locodol (2014) – Yukari Kohinata
- Tokyo ESP (2014) – Minami Azuma
- Witch Craft Works (2014) – Witch A
- Aldnoah.Zero 2 (2015) – Rayet Areash
- Jōkamachi no Dandelion (2015) – Sachiko Yonezawa
- Accel World: Infinite Burst (2016) –  Kuroyukihime
- Nyanbo! (2016) – Kijitora
- Sagrada Reset (2017) – Seika Nonoo
- Tomica Hyper Rescue Drive Head Kidō Kyūkyū Keisatsu (2017) – Mikoto Ishino
- Magical Girl Ore (2018) – Sakuyo Mikage
- Ore o suki na no wa omae dake ka yo (2019) - Sakura Akino

### Drama CD
- Ore ga ojō-sama gakkō ni "shomin sample" toshite rachirareta ken (2013) – Karen Jinryō

### Videogiochi
- Accel World: Awakening of the Silver Wings (2012) – Kuroyukihime
- A Certain Magical and Scientific Ensemble (2013) – Arisa Meigo
- Accel World: The Peak of Acceleration (2013) – Kuroyukihime
- Akiba's Trip: Undead & Undressed (2013) – Shizuku Tokikaze
- Disgaea D2: A Brighter Darkness (2013) – Rainier
- Fairy Fencer F (2013) – Emily
- Mugen Souls Z (2013) – Syrma
- Saki Achiga-hen episode of Side-A Portable (2013) – Hiroko Funakubo
- Sorcery Saga: Curse of the Great Curry God (2013) – Saffron
- Sword Art Online: Infinity Moment (2013) – Strea
- Bullet Girls (2014) – Tsukiyo Takanashi
- Dengeki Bunko: Fighting Climax (2014) – Kuroyukihime
- Hamatora: Look at Smoking World  (2014) – Yuika
- Sword Art Online: Hollow Fragment (2014) – Strea
- Megadimension Neptunia VII (2015) – Nitroplus
- Saki Zenkoku-hen (2015) – Hiroko Funakubo
- Sword Art Online: Lost Song (2015) – Strea
- Granblue Fantasy (2016) – Forte
- Sword Art Online: Hollow Realization (2016) – Strea
- Accel World Vs. Sword Art Online: Millennium Twilight (2017) – Kuroyukihime / Strea
- Bang Dream! Girls Band Party (2017) – Moca Aoba
- Infinite Stratos: Archetype Breaker (2017) – Loranzine Lorandifilny
- The Witch and the Hundred Knight 2 (2017) – Amalie
- Sword Art Online: Fatal Bullet (2018) – Strea